# Kakkanad
Kakkanad è una località dell'India, capoluogo del distretto di Ernakulam, nello stato federato del Kerala. Semplice villaggio fino agli anni ottanta, con l'insediamento degli uffici distrettuali, che in precedenza si trovavano nella vicina Ernakulam, Kakkanad si è sviluppata fino a diventare un sobborgo della città di Kochi.

## Geografia fisica
La città è situata a 9° 59' 30 N e 76° 20' 56 E.